# Assassinato seletivo

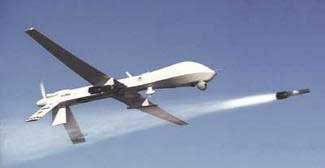
Drones de combate, como o drone Predator, são usados principalmente em assassinatos direcionados

Assassinato seletivo ou assassinato direcionado é uma forma de assassinato realizado por governos, fora de um procedimento judicial ou de um campo de batalha, contra um indivíduo-alvo. Tem sido crescentemente empregado como tática de eliminação de líderes políticos considerados ameaçadores ou hostis ao poder estabelecido, bem como de dirigentes de movimentos de insurgência. Além dos serviços de inteligência, os assassinatos seletivos também podem envolver operações de comando por uma unidade policial ou militar especial. Os assassinatos podem ser realizados tanto no próprio país que o promove quanto em território estrangeiro. 

## Controvérsias
Desde o final do século XX, o status legal do assassinato seletivo tornou-se um assunto de discórdia dentro e entre várias nações. Historicamente, pelo menos desde meados do século XVIII, o pensamento ocidental geralmente considera ilegal o uso do assassinato como um instrumento do Estado. Alguns acadêmicos, militares e oficiais descrevem o assassinato seletivo como legítimo dentro do contexto de autodefesa, quando empregado contra insurgentes ou combatentes envolvidos em guerra assimétrica. Eles argumentam que os drones são mais humanos e mais precisos do que os veículos tripulados, e que os "assassinatos direcionados" não ocorrem em nenhum contexto que não seja um estado de guerra declarado.
Cerca de vinte e seis membros do Congresso dos Estados Unidos, com acadêmicos como Gregory Johnsen e Charles Schmitz, figuras da mídia (Jeremy Scahill, Glenn Greenwald, James Traub), grupos de direitos civis (ou seja, a União Americana pelas Liberdades Civis) e o ex-chefe da estação da CIA em Islamabade, Robert Grenier, criticaram os assassinatos seletivos como sendo uma forma de execuções extrajudiciais, que podem ser ilegais tanto sob a lei dos Estados Unidos quanto sob a lei internacional. De acordo com análises estatísticas fornecidas pela organização internacional de advogados de direitos humanos Reprieve, nove crianças foram mortas para cada adulto que os Estados Unidos tentaram assassinar e, em suas inúmeras tentativas fracassadas de matar Ayman al-Zawahri, a CIA matou 76 crianças e 29 adultos inocentes.
Os estudiosos também estão divididos sobre se os assassinatos seletivos são uma tática eficaz de contrainsurgência ou contraterrorismo.

## Análise
Apesar dessas controvérsias, o procedimento parece ser geralmente tolerado pelos países ocidentais e seus aliados. Críticos frequentemente descrevem o procedimento como fundamentalmente ilegal e como um assassinato sancionado pelo Estado; consequentemente, o termo, em inglês, targeted killing é um eufemismo. Assassinato seletivo é definido como o uso intencional de força letal por autoridades governamentais para matar pessoas selecionadas que não estão sob a custódia do governo. Dado que o assassinato viola o direito à vida, passou-se a usar, em inglês, a locução targeted killing, em vez de assassination, como um modo de transmitir a percepção de legalidade. Ao contrário da palavra assassination, targeted killing tem um vínculo semântico com as regras de seleção de alvos, que fornecem a base legal do uso da força letal em conflitos armados, quando combatentes privilegiados podem matar intencionalmente sem enfrentar acusações criminais, se estiverem em conformidade com o direito internacional humanitário. 
A locução 'assassinato seletivo' era de uso corrente em 2000, com referência à conduta de Israel na Segunda Intifada. Nesse mesmo ano, os Estados Unidos usaram pela primeira vez um veículo aéreo não tripulado (drone), controlado remotamente e capaz de lançar mísseis Hellfire. A primeira missão com drones foi uma operação secreta fracassada realizada pela CIA no Afeganistão. Após os ataques de 11 de setembro de 2001, os EUA expandiram o uso de drones e descobriram que as tentativas de manter os ataques de drones em segredo eram cada vez mais infrutíferas. Para fornecer uma justificativa implícita, os EUA começaram a se referir aos ataques realizados fora das zonas de conflito armado como targeted killings. Desde o final dos anos 2000, os EUA têm usado cada vez mais drones para assassinatos seletivos em outros países, lançando mísseis ar-terra, o que acaba por provocar também a morte de pessoas "não selecionadas" (cf. danos colaterais). O número de pessoas mortas está na casa dos milhares
No passado recente, essa prática adotada pelos Estados Unidos levou ao aumento da tensão política com o Paquistão, por exemplo, mas também, mais recentemente, a China. O aumento do número de ataques de drones no Paquistão fez com que a população desenvolvesse um crescente ódio pelos americanos. De acordo com estudos independentes, várias centenas de civis inocentes morreram no Paquistão, e o uso extensivo de drones pelo governo Obama (mais de 25.000 ataques orquestrados durante seu mandato) teve o efeito de acelerar o recrutamento de insurgentes e de torná-los mais simpáticos aos olhos da população em geral..

## Leitura complementar
- Banks, William C.; Raven-Hansen, Peter (março de 2002). «Targeted Killing and Assassination: The U.S. Legal Framework» (PDF). University of Richmond Law Review. 37: 667. Arquivado do original (PDF) em 10 de junho de 2010
- Guiora, Amos (2004). «Targeted Killing as active self-defense». Case Western Reserve Journal of International Law. 36: 319
- Statman, Daniel (2004). «Targeted Killing» (PDF). Theoretical Inquiries in Law. 5: 1. doi:10.2202/1565-3404.1090 [ligação inativa]
- Byman, Daniel (março–abril de 2006). «Do targeted killings work?» (PDF). Council on Foreign Relations. Foreign Affairs. 85 (2): 95–111. JSTOR 20031914. doi:10.2307/20031914. Arquivado do original (PDF) em 30 de setembro de 2011
- Hafez, Mohammed; Hatfield, Joseph (setembro de 2006). «Do Targeted Assassinations Work? A Multivariate Analysis of Israel's Controversial Tactic during Al-Aqsa Uprising». Studies in Conflict & Terrorism. 29 (4): 359–382. doi:10.1080/10576100600641972
- James Igoe Walsh (2018) "The rise of targeted killing," Journal of Strategic Studies, 41:1–2, 143–159
- Vlasic, Mark V. (2012). «Assassination & Targeted Killing – A Historical and Post-Bin Laden Legal Analysis». Georgetown Journal of International Law. 43 (2): 259–333. ISSN 1550-5200
- Dear, Keith (2013). «Beheading the Hydra? Does Killing Terrorist or Insurgent Leaders Work?». Defence Studies Journal. 13 (3): 293–337. doi:10.1080/14702436.2013.845383
- Schlager, Scott A.; Govern, Kevin H. (2013). «'Guns for Hire, Death on Demand': The Permissibility of U.S. Outsourcing of Drone Attacks to Civilian Surrogates of the Armed Forces and Challenges to Traditional Just War Theory». Florida Journal of International Law. XXV (2): 147–206. SSRN 2341756
- Thomas, Ward J. 2000. "Norms and Security: The Case of International Assassination." International Security, vol. 25. no. 1: 105–133.